# Bobove, Teceu
Bobove (în ucraineană Бобове) este un sat în comuna Uhlea din raionul Teceu, regiunea Transcarpatia, Ucraina.

## Demografie
Componența lingvistică a localității Bobove
     Ucraineană (98,99%)
     Rusă (1,01%)
Conform recensământului din 2001, majoritatea populației localității Bobove era vorbitoare de ucraineană (98,99%), existând în minoritate și vorbitori de rusă (1,01%).